# Ronde van de Ardèche
De Tour Cycliste Féminin International de l'Ardèche is een meerdaagse Franse wielerwedstrijd voor vrouwen.

## Geschiedenis
De Tour de l'Ardèche wordt vanaf 2003 jaarlijks georganiseerd in het departement Ardèche door de VCVRA: 'Vélo Club Vallée du Rhône Ardéchoise'. De eerste editie telde drie etappes en viel in de UCI 2.1 categorie. Vanaf 2011 valt de wedstrijd in de (lagere) 2.2 categorie en bestaat uit een proloog en zes etappes. Sinds 2014 is de proloog vervangen door een tijdrit halverwege de ronde. De Tour de l'Ardèche wordt vaak gelijktijdig verreden met de Nederlandse Holland Ladies Tour. In 2017 won Pauliena Rooijakkers solo de slotrit op de Mont Lozère en in 2019 won Marianne Vos vijf van de zeven etappes en het eindklassement.

## Erelijst
| Year | Winnaar                   | Tweede                 | Derde                      |
| ---- | ------------------------- | ---------------------- | -------------------------- |
| 2003 | Edita Pučinskaitė         | Modesta Vzesniauskaite | Sigrid Corneo              |
| 2004 | Elisabeth Chevanne Brunel | Béatrice Thomas        | Uenia Fernandes Sousa      |
| 2005 | Edita Pučinskaitė         | Kristin Armstrong      | Daiva Tušlaitė             |
| 2006 | Edita Pučinskaitė         | Tatiana Guderzo        | Uenia Fernandes Sousa      |
| 2007 | Maria Moreno              | Fabiana Luperini       | Kathryn Curi Mattis        |
| 2008 | Amber Neben               | Emma Pooley            | Susanne Ljungskog          |
| 2009 | Kristin Armstrong         | Grace Verbeke          | Lizzie Armitstead          |
| 2010 | Vicki Eustace Whitelaw    | Sharon Laws            | Ruth Corset                |
| 2011 | Emma Pooley               | Ashleigh Moolman       | Christelle Ferrier-Bruneau |
| 2012 | Emma Pooley               | Ashleigh Moolman       | Tayler Wiles               |
| 2013 | Tatjana Antosjina         | Ashleigh Moolman       | Karol-Ann Canuel           |
| 2014 | Linda Villumsen           | Tayler Wiles           | Rossella Ratto             |
| 2015 | Tayler Wiles              | Lauren Stephens        | Rossella Ratto             |
| 2016 | Flávia Oliveira           | Anna Kiesenhofer       | Edwige Pitel               |
| 2017 | Lucy Kennedy              | Hanna Nilsson          | Leah Thomas                |
| 2018 | Katarzyna Niewiadoma      | Mavi García            | Eider Merino               |
| 2019 | Marianne Vos              | Clara Koppenburg       | Eider Merino               |
| 2020 | Lauren Stephens           | Mavi García            | Anna Kiesenhofer           |
| 2021 | Leah Thomas               | Mavi García            | Ane Santesteban            |
| 2022 | Antonia Niedermaier       | Loes Adegeest          | Paula Patiño               |
| 2023 | Marta Cavalli             | Erica Magnaldi         | Anastasija Kolesava        |
| 2024 | Thalita de Jong           | Marion Bunel           | Monica Trinca Colonel      |

Meervoudige winnaars
| Overwinningen | Renster           | Land                | Jaren            |
| ------------- | ----------------- | ------------------- | ---------------- |
| 3             | Edita Pučinskaitė | Litouwen            | 2003, 2005, 2006 |
| 2             | Emma Pooley       | Verenigd Koninkrijk | 2011, 2012       |

 Overwinningen per land 
| Overwinningen | Land                                                                          |
| ------------- | ----------------------------------------------------------------------------- |
| 5             | Verenigde Staten                                                              |
| 3             | Litouwen                                                                      |
| 2             | Australië, Nederland, Verenigd Koninkrijk                                     |
| 1             | Brazilië, Duitsland, Frankrijk, Italië, Nieuw-Zeeland, Polen, Rusland, Spanje |